# Giorgio Del Vecchio

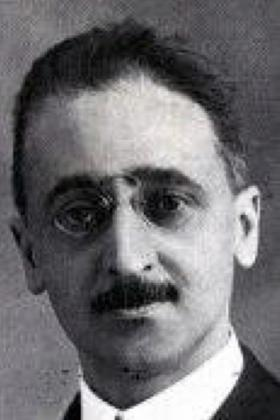
Giorgio Del Vecchio (um 1930)

Giorgio Del Vecchio (* 26. August 1878 in Bologna; † 28. November 1970 in Genua) war ein italienischer Rechtswissenschaftler, Rechtsphilosoph und Hochschullehrer.

## Leben und Wirken
Giogio Del Vecchio studierte Rechtswissenschaft an verschiedenen italienischen und deutschen Universitäten und lehrte anschließend an den Universitäten Ferrara, Sassari, Messina und Bologna, bis er 1920 eine Professur an der Universität Rom übernahm. Dort lehrte er bis 1953 bzw. 1955. Von 1925 bis 1927 war er Rektor der Universität Rom. Wegen seiner jüdischen Herkunft wurde er von der italienischen Regierung im Zuge der italienischen Rassengesetze 1938 entlassen, 1944 nach der Befreiung Roms jedoch wieder in sein Amt eingesetzt. Im Jahre 1945 wurde er wegen des Vorwurfs zur Nähe gegenüber der faschistischen Regierung erneut entlassen, konnte allerdings seit 1947 wieder lehren.
Del Vecchio machte sich vor allem einen Namen wegen seiner Auseinandersetzung mit dem Rechtspositivismus. Er neigte zum Neukantianismus und entwickelte eine idealistische Rechtsphilosophie. Die menschliche Freiheit und der Humanismus standen im Vordergrund. Mehrere seiner Werke wurden ins Deutsche, Englische und Französische übersetzt.
1921 begründete er die Zeitschrift Rivista internazionale di filosofia del diritto und gab sie fortan heraus.

## Werke (Auswahl, nur in deutscher Sprache)
- Über einige Grundgedanken der Politik Rousseau's. Rothschild, Berlin/Leipzig 1912.

- Die Tatsache des Krieges und der Friedensgedanke. Barth, Leipzig 1913.

- Die Idee einer vergleichenden universalen Rechtswissenschaft. Rothschild, Berlin/Leipzig 1914.

- Die Grundprinzipien des Rechts. Rothschild, Berlin 1923.

- Die Krise des Staates. Verl. für Staatswiss. und Geschichte, Berlin-Grunewald 1934.
- Ethik, Recht und Staat. In: Kant-Studien, Bd. 40 (1935), H. 1/3, S. 69–80.
- Individuum, Staat und Korporation. Helbing & Lichtenhahn, Basel 1935.
- Die Gerechtigkeit. 2. Aufl. Verlag für Recht und Gesellschaft, Basel 1950.

- Lehrbuch der Rechtsphilosophie. 2. Aufl. Verlag für Recht und Gesellschaft, Basel 1951.
- Wandelbarkeit und Unvergänglichkeit des Rechts. In: Universitas, Bd. 14 (1959), S. 1175–1186.

- Grundlagen und Grundfragen des Rechts. Rechtsphilosophische Abhandlungen. Vandenhoeck & Ruprecht, Göttingen 1963.

- Gleichheit und Ungleichheit im Verhältnis zur Gerechtigkeit. In: Karl Dietrich Bracher (Hrsg.): Die moderne Demokratie und ihr Recht. Festschrift für Gerhard Leibholz zum 65. Geburtstag. Bd. 1. Mohr, Tübingen 1966, S. 609–624.